# Thermojet (Strahltriebwerk)

Schema des Cholschtschewnikow-Beschleunigers. Gelb: Hubkolbenmotor, Grün: Axialverdichter mit Antrieb, Blau: Ansaugkanal, Orange: Kanal für die verdichtete Luft, Rot: Brennkammer mit Düse

Ein Thermojet (auch bekannt als Motorluftstrahltriebwerk, Motorstrahltriebwerk oder  seltener Motorjet, auch Campini-System) ist die einfachste Form eines Strahltriebwerks. 

## Wirkprinzip
An Stelle einer Turbine treibt ein Kolbenmotor einen Verdichter an. Die so komprimierte Luft wird in eine Brennkammer geleitet, mit eingespritztem Treibstoff vermischt und verbrannt. Die thermische Expansion des heißen Gases wird als Schub zum Antrieb genutzt.
Die sowjetischen Mikojan-Gurewitsch MiG-13 und Suchoi Su-5 benutzten einen ähnlichen, als Cholschtschewnikow-Beschleuniger bezeichneten Antrieb, allerdings in Kombination mit einem herkömmlichen Propeller (Mischantrieb).

## Geschichte
Die erste Anwendung des Prinzips war durch den rumänischen Erfinder Henri Marie Coandă in seinem Flugzeug Coanda-1910 im Jahre 1910.
Das wahrscheinlich bekannteste Flugzeug, das dieses Antriebsprinzip verwendete, war die italienische Campini-Caproni C.C.2 (auch Campini-Caproni N.1), die im August 1940 zum ersten Mal flog. Für den Antrieb des Kamikaze-Flugzeugs Ōka war ein Ishikawajima Tsu-11-Triebwerk mit Thermojet vorgesehen, diese Entwicklung kam jedoch nicht mehr zum Einsatz.
Die Forschung wurde Ende des Zweiten Weltkriegs eingestellt, als klar war, dass Turbojets (Turbinenluftstrahltriebwerke – TL) die bei weitem bessere Lösung waren und auch ein besseres Leistungsgewicht boten.